# محيي الدين مستو
محيي الدين ديب مستو «الدمشقي» «أبو أديب» (1939 - 10 يونيو 2021) مؤلف ومحقق تراث إسلامي، أكاديمي وتربوي سوري، من مواليد ريف دمشق، سوريا، أسهم في تحقيق الكثير من كتب التراث الإسلامي (تتبع المخطوطات، تحقيق وتدقيق النصوص، تخريج الأحاديث، التعليق والشروح)، وله كذلك عديد المؤلفات، انفرد في بعضها وأخرى تشارك مع بعض أهل العلم في تأليفها، عمل مدرسٍا لجميع المراحل الدراسية، كان آخرها التدريس الجامعي، وكان خلال مسيرته التعليمية عضوًا في بعض اللجان والهيئات التدريسية، وكان له نشاط دعوي تربوي.

## نشأته وطلبه للعلم
ولد في الكسوة، ريف دمشق عام 1939، وأمضى سنتين في كتَّاب القرية، ختم فيهما القرآن الكريم تلاوًة وتجويدًا، أتمّ المرحلة الابتدائية في مدرسة القرية عام 1952، ودرس المرحلة الإعدادية والثانوية الشرعية في معهد العلوم الشرعية التابع للجمعية الغراء بدمشق ونال شهادة الدراسة الثانوية الشرعية الرسمية عام 1958، حصل كذلك على شهادة الدراسة الإعدادية العامة، وشهادة الدراسة الثانوية العامة في الفرع الأدبي، أتمّ بعدها دراسته الجامعية في كلية الشريعة بجامعة دمشق.
حصل على دبلوم عام وخاص من معهد الدراسات الإسلامية بالقاهرة، وعلى شهادة الدكتوراه في الفلسفة من جامعة كراتشي، باكستان، وكانت رسالته بعنوان «مناهج التأليف في السيرة النبوية». يُذكر أنه كان تلميذًا مقربًا من الشيخ نايف العباس.

## مسيرته العملية

### في التعليم
عمل في حياته مدرسٍا لجميع المراحل الدراسية، من تدريس المرحلة الابتدائية وحتى المرحلة الجامعية، درَّس في دار المعلمين والمعلمات في حمص ودمشق، ويُذكر أنه درّس مواد التربية الإسلامية في ثانويات دمشق والمدينة المنورة في الفترة (1963 - 1990م)، كان عضوًا في لجنة الامتحانات في سوريا في الفترة (1965 - 1977م).
كان عضوًا في الهيئة التدريسية لمجمّع الفتح الإسلامي لما يقرب من 28 عامًا، وهو أحد فروع جامعة بلاد الشام (عُرفت سابقًا بمعهد الشام العالي) وكان يدّرس فقه الكتاب والسنة بالإضافة للسيرة النبوية.

### إسهامه العلمي
أمضى مستو أكثر من خمسين عامًا بين كتب العلم والتراث تحقيقًا وشرحًا وتدقيقًا وتأليفًا، عُرف في بداياته من خلال مؤلفاته المنشورة في سلسلة «فقه العبادات على المذهب الشافعي» في سبعينيات القرن العشرين، وكذلك في عددٍا من كتبه عن أعلام الإسلام، أقام في المدينة المنورة في أوائل الثمانينيات، وشارك الدكتور محمد العيد الخطراوي في إنشاء مكتبة في المدينة ونشر عددًا من الكتب فيها، ثم عاد إلى دمشق واستمر في إنتاجه العلمي، معظم مؤلفاته مطبوعة في واحدة من دور النشر الثلاثة: دار القلم، دار ابن كثير، دار الكلم الطيّب. يُذكر أيضًا أنه كان عضوًا في لجنة تأليف الكتب الشرعية، حيث شارك في تأليف (22) كتابًا شملت الفقه، التفسير، الحديث وعلوم القرآن.
مؤلفاته
- سلسلة عبادات الإسلام:

1. الصلاة ..فقهها، أسرارها، تعلم كيفيتها، 1970
2. الصوم: فقهه، أسراره، 1971
3. الزكاة : فقهها، أسرارها، وعلاج مشكلة الفقر في الإسلام، 1971
4. الحج والعمرة : فقه، أسراره، حجة النبي ﷺ، 1977

- عبد الله بن عمر : الصحابي المؤتسي برسول الله ﷺ، 1973
- نزهة المتقين شرح رياض الصالحين، 1977، بالاشتراك مع: , مصطفى البغا، علي الشربجي، محمد أمين لطفي، مصطفى سعيد الخن
- الوافي في شرح الأربعين النووية، 1980، بالاشتراك مع: مصطفى البغا
- عدي بن حاتم الطائي : الجواد بن الجواد، 1981
- عبادات الإسلام : فقهها وأسرارها، 1990
- الطعام والشراب بين الاعتدال والإسراف، 1994
- الاستقامة: منهج حياة، 1995
- الحياء : سيد مكارم الأخلاق، 1996
- الواضح في علوم القرآن، 1996، بالاشتراك مع: مصطفى ديب البغا
- العقيدة الإسلامية : أركانها، حقائقها، مفسداتها، 1996، بالاشتراك مع: مصطفى سعيد الخن
- نفحات القرآن : معان وإفادات مذيلا بالصحيح من أسباب النزول والمأثور، 1996
- مناهج التأليف في السيرة النبوية خلال القرون الأربعة الأولى من الهجرة النبوية، 2000
- مصطفى سعيد الخن : العالم المربي وشيخ علم أصول الفقه في بلاد الشام، 2001
- لوامع الأنوار: شرح كتاب الأذكار للنووي، 2014

تحقيقاته
- متن الأربعين النووية؛ ليحيى بن شرف النووي (ضبط ألفاظها وشرح غريبها)، 1977
- الفصول في اختصار سيرة الرسول؛ للحافظ ابن كثير (تحقيق وتعليق)، 1979، بالاشتراك مع: محمد العيد الخطراوي
- كتاب الأربعين النووية؛ ليحيى بن شرف النووي (تحقيق)، 1980، بالاشتراك مع: مصطفى البغا
- نور اليقين في سيرة سيد المرسلين؛ لمحمد بن عفيفي الباجوري الخضري (تحقيق وتعليق)، 1980، بالاشتراك مع: نايف العباس
- حُسن الإسوة بما ثبت من الله ورسوله في النسوة؛ لصديق حسن خان (تحقيق وتعليق)، 1981، بالاشتراك مع: مصطفى الخن
- الكبائر وتبيين المحارم؛ للحافظ الذهبي، (تحقيق)، 1984
- تحذير المسلمين من الأحاديث الموضوعة على سيد المرسيلن؛ لمحمد البشير ظافر الأزهري (تصحيح وتعليق)، 1985
- الآية الكبرى في شرح قصة الإسراء؛ لجلال الدين السيوطي (تحقيق وتخريج أحاديث)، 1985
- جلاء الأفهام في فضائل الصلاة والسلام على خير الأنام؛ لابن قيم الجوزية، (تحقيق وتخريج أحاديث)، 1987
- تحفة الأبرار بنكت الأذكار؛ لجلال الدين السيوطي (تحقيق وتعليق)، 1987
- المقاصد السنية في الأحاديث الإلهية وما أضيف إليها من الحكايات الوعظية والأشعار الزهدية؛ لعلاء الدين ابن بلبان (تحقيق وتعليق وتخريج أحاديث)، 1987، بالاشتراك مع: محمد العيد الخطراوي.
- تحفة الصديق في فضائل أبي بكر الصديق رضي الله عنه؛ لعلي بن بلبان المقدسي (تحقيق وتعليق وتخريج أحاديث)، 1988
- الأذكار النووية، أو، حلية الأبرار وشعار الأخبار في تلخيص الدعوات والأذكار المستحبة في الليل والنهار؛ ليحيى بن شرف النووي (تحقيق)، 1990
- فضائل المدينة المنورة؛ لمحمد بن يوسف الصالحي الشامي (تحقيق وتخريج أحاديث)، 1990
- عيون الأثر في فنون المغازي والشمائل والسير؛ لأبو الفتح اليعمري (تحقيق وتعليق وتخريج أحاديث)، 1992، بالاشتراك مع: محمد العيد الخطراوي
- الترغيب والترهيب من الحديث الشريف؛ للمنذري (تحقيق وتعليق)، 1993، بالاشتراك مع: سمير أحمد العطار، يوسف علي بديوي.
- سلاح المؤمن في الدعاء والذكر؛ لمحمد بن محمد علي بن همام بن الإمام؛ (تحقيق وتعليق وتخريج أحاديث)، 1993
- عدة الصابرين وذخيرة الشاكرين؛ لابن قيم الجوزية، (تحقيق وتخريج أحاديث)، 1993
- الشجرة النبوية في نسب خير البرية ﷺ؛ لجمال الدين المقدسي، 1994
- اللمع في أصول الفقه؛ لأبو إسحاق الشيرازي (تحقيق وتعليق)، 1995، بالاشتراك مع: يوسف علي بديوي
- تهذيب الترغيب والترهيب من الأحاديث الصحاح؛ للمنذري (تهذيب وترتيب وتعليق)، 1995، بالاشتراك مع: سمير أحمد العطار، يوسف علي بديوي.
- المفهم لما أشكل من تلخيص كتاب مسلم; لأبو العباس أحمد بن عمر القرطبي (تحقيق وتعليق)، 1997، بالاشتراك مع: أحمد محمد السيد، يوسف علي بديوي، محمود إبراهيم بزال
- المنتقى في الأحكام من خير الأنام محمد عليه الصلاة والسلام; لمجد الدين أبو البركات عبد السلام الحراني(تحقيق وتعليق)، 2005
- البداية والنهاية؛ للحافظ ابن كثير، الجزأين الأول والسادس (تحقيق وتعليق وتخريج أحاديث)، 2007
- الشمائل النبوية؛ للحافظ ابن كثير (تحقيق وتعليق وتخريج أحاديث)، 2020

مراجعاته
- حادي الأرواح إلى بلاد الأفراح، أو: وصف الجنة; لابن قيم الجوزية، 1991، حققه وخرّج أحاديثه: يوسف علي بديوي
- تفسير النسفي : مدارك التنزيل وحقائق التأويل؛ لأبو البركات حافظ الدين النسفي، 1998، حققه وخرّج أحاديثه: يوسف علي بديوي
- تفسير آيات الأحكام، 2001، أشرف على تنقيحه وتصحيح أصوله: محمد علي السايس، عبد اللطيف السبكي، محمد إبراهيم محمد كرسون.
- مراجعة وتصحيح لكتيبات محمد علي قطب بالاشتراك مع مصطفى الخن، (اقرأ، المولد، خديجة، غار حراء، حكمة بالغة)

## وفاته
توفي محيي الدين مستو فجر يوم الخميس 10 يونيو 2021، الموافق 29 شوال 1442هـ في منزله في دمشق وقد ناهز 82 عامًا، ودفن بعد صلاة العصر من نفس اليوم في مقبرة الكسوة.